# Orle (powiat kościerski)
Orle (kaszb. Òrlé) – osada w Polsce, położona w województwie pomorskim, w powiecie kościerskim, w gminie Liniewo.
Osada jest położona na wschodnim krańcu Pojezierza Kaszubskiego, na północ od Jeziora Dużego, na południe od miejscowości znajduje się rezerwat leśny Orle nad Jeziorem Dużym.
W latach 1975–1998 miejscowość administracyjnie należała do województwa gdańskiego.